# Mariana Ianelli
Mariana Ianelli (São Paulo, le 17 octobre 1979) est une écrivaine et poétesse brésilienne.
Elle est diplômée de journalisme à l'Université pontificale catholique de São Paulo.
En 2011, elle remporte le Prix Casa de las Américas pour son livre Treva Alvorada, dans la catégorie « Littérature brésilienne ».

## Publications
- Trajetória de antes, São Paulo: Iluminuras, 1999
- Duas Chagas, São Paulo: Iluminuras, 2001
- Passagens, São Paulo: Iluminuras, 2003
- Fazer Silêncio, São Paulo: Iluminuras, 2005
- Almádena, São Paulo: Iluminuras, 2007
- Treva Alvorada, São Paulo: Iluminuras, 2010
- O amor e depois, São Paulo: Iluminuras, 2012
- Alberto Pucheu por Mariana Ianelli, collection Ciranda da Poesia, Rio de Janeiro: UERJ, 2013
- Breves Anotações sobre um tigre, dessins de Alfredo Aquino, Porto Alegre: Ardotempo, 2013
- Tempo de Voltar, Porto Alegre: Ardotempo, 2016
- Entre imagens para guardar, Porto Alegre: Ardotempo, 2017